# Zsolt Erdei
Zsolt Erdei [ˈʒolt ˈɛrdɛ.i] (* 31. Mai 1974 in Budapest, Ungarn) ist ein ehemaliger ungarischer Boxer. Von Januar 2004 bis November 2009 war er WBO-Weltmeister im Halbschwergewicht und von November 2009 bis Januar 2010 WBC-Weltmeister im Cruisergewicht.
Bei den Amateuren war Erdei unter anderem Junioreneuropameister 1992 im Halbmittelgewicht, sowie im Mittelgewicht Vizeeuropameister 1996, Europameister 1998 und 2000, Weltmeister 1997 und Olympiadritter 2000.

## Amateurkarriere
Zsolt Erdei siegte in 212 von 232 Amateurkämpfen. Bereits 1992 gewann er im Halbmittelgewicht die Junioreneuropameisterschaften in Edinburgh und den Balaton-Cup in Siófok, wobei er unter anderem den späteren Asienmeister Dilshod Yorbekov und den späteren Weltmeister Jewgeni Makarenko besiegen konnte. Bei den Juniorenweltmeisterschaften 1992 in Montreal schied er im Achtelfinale knapp mit 10:12 gegen den späteren Silbermedaillengewinner Sergei Ismailow aus.
Bei den Europameisterschaften 1993 in Bursa unterlag er beim Kampf um einen Medaillenplatz gegen den amtierenden Vizeweltmeister Akın Kuloğlu und startete auch bei den Weltmeisterschaften 1995 in Berlin, wo er in der Vorrunde den späteren Olympiasieger Jermachan Ybrajymow besiegen konnte, ehe er im zweiten Kampf gegen den amtierenden Europameister Dirk Eigenbrodt ausschied. Im Oktober 1995 gewann er zudem das Tammer-Turnier in Tampere.
Bei den Europameisterschaften 1996 in Vejle besiegte er den amtierenden Vizeweltmeister Tomasz Borowski, den Olympiateilnehmer Ľudovít Plachetka sowie den späteren Weltmeister und Olympiasieger Alexander Lebsjak, ehe er im Finale mit 1:3 gegen Sven Ottke unterlag und Vizeeuropameister wurde. Darüber hinaus gewann er den Acropolis-Cup 1996 in Athen und startete bei den Olympischen Spielen 1996 in Atlanta, wo er im Achtelfinale knapp mit 8:9 gegen den späteren Silbermedaillengewinner Malik Beyleroğlu ausschied.
1997 gewann er bei den in seiner Geburtsstadt Budapest ausgetragenen Weltmeisterschaften die Goldmedaille. Er schlug dabei Murat Sultanow, Andrejs Barabanovs, Dilshod Yorbekov, Dirk Eigenbrodt sowie im Finale den amtierenden Weltmeister und Olympiasieger Ariel Hernández. Im März 1998 gewann er den Chemiepokal in Halle und im Mai 1998 die Europameisterschaften in Minsk, wobei er Mchitar Wanessyan und den Commonwealth-Champion Andrew Lowe, sowie die beiden Olympiateilnehmer Jean-Paul Mendy und Brian Magee besiegen konnte.
Im März 1999 gewann er den tschechischen Grand Prix von Ústí durch einen Finalsieg gegen Piotr Wilczewski und nahm im August an den Weltmeisterschaften in Houston teil, wo er in der Vorrunde mit 5:6 gegen den Asienmeister Wjatscheslaw Burba ausschied.
Im Mai 2000 gewann er die Europameisterschaften in Tampere durch Siege gegen Dimitri Serdjoek, Ivan Ribać, Oleksandr Zubrihin und Stjepan Božić. Er nahm daraufhin noch an den Olympischen Spielen 2000 in Sydney teil, wo er Wladislaw Wissilter und erneut Oleksandr Zubrihin schlagen konnte, ehe er im Halbfinale gegen den späteren Silbermedaillengewinner Gaidarbek Gaidarbekow mit einer Bronzemedaille ausschied.

## Profikarriere
Erdei wurde in Deutschland bei Universum Box-Promotion Profi und bestritt sein Debüt am 5. Dezember 2000. Trainiert wurde er von Fritz Sdunek und Artur Grigoryan. Bis August 2002 gewann er jeden seiner zwölf Kämpfe, davon acht vorzeitig. Dabei gelang ihm auch ein Sieg gegen den US-Amerikaner Anthony Stephens, WM-Herausforderer der IBF von 1993, 1997 und 1998.
Am 5. Oktober 2002 besiegte er den Südafrikanischen Meister Jim Murray durch Knockout und wurde dadurch WBO-Intercontinental-Champion. Im folgenden Monat verteidigte er den Titel vorzeitig gegen Juan Giménez aus Paraguay, WM-Herausforderer der WBC von 1992 und 1994, sowie WM-Herausforderer der WBO von 1992 und 1998. Im März und Juli 2003 gewann er zwei weitere Titelverteidigungen jeweils vorzeitig gegen den Brasilianer José Santos und den Italiener Massimiliano Saiani. Im September 2003 gewann er seine vierte Titelverteidigung einstimmig nach Punkten gegen den Spanischen Meister und WBA-Intercontinental-Champion Juan Nélongo.
Am 17. Januar 2004 boxte er um den WBO-Weltmeistertitel im Halbschwergewicht und besiegte dabei den Mexikaner Julio González, welcher den Titel am 18. Oktober 2003 durch einen Sieg gegen den bis dahin ungeschlagenen Dariusz Michalczewski erkämpft hatte, einstimmig nach Punkten. Er wurde damit, nach István Kovács, der bis dahin erst zweite ungarische Profiboxweltmeister. Bis Januar 2009 konnte er den Titel elf Mal verteidigen, darunter zwei Mal gegen den Argentinier Hugo Garay, den ehemaligen französischen WBA-Weltmeister Mehdi Sahnoune und die beiden Europameister Thomas Ulrich und Juri Baraschian.
Als neue Herausforderung stieg Erdei anschließend in die nächsthöhere Gewichtsklasse, das Cruisergewicht auf und entthronte in seinem ersten Kampf am 21. November 2009 den italienischen WBC-Weltmeister Giacobbe Fragomeni, womit er der erste ungarische Profiboxweltmeister in zwei Gewichtsklassen wurde. Den Titel legte er jedoch am 13. Januar 2010 nieder ohne ihn verteidigt zu haben. Im selben Jahr folgte auch die Trennung von Universum. Neuer WBO-Weltmeister im Halbschwergewicht wurde im November 2009 der ebenfalls bei Universum unter Vertrag stehende Jürgen Brähmer.
Er besiegte 2010 noch Samson Onyango und 2011 Byron Mitchell, ehe er 2013 gegen den Russen Denis Gratschew eine knappe Niederlage erlitt. Am 8. März 2014 bestritt er in Ungarn den letzten Kampf seiner Karriere, in welchem er durch einen Sieg gegen den Georgier Shalva Jomardashvili noch WBO-Europameister wurde.

## Nach dem Boxen
2017 wurde Erdei zum Präsidenten des Ungarischen Boxverbandes gewählt.